# Campynema lineare
Campynema lineare är en enhjärtbladig växtart som beskrevs av Jacques-Julien Houtou de La Billardière. Campynema lineare ingår i släktet Campynema och familjen Campynemataceae. Inga underarter finns listade.